# Dribble
Un dribble est une action de jeu, dans un sport collectif utilisant un ballon, qui consiste pour un joueur à se déplacer sur le terrain avec le ballon (de la façon dont les règles du sport concerné le permettent), tout en évitant que les joueurs adverses ne s'en emparent. Cette action s'oppose donc, par exemple, à une passe (envoyer le ballon à un coéquipier), un dégagement (envoyer le ballon à grande distance) ou un tir (envoyer le ballon dans le but adverse).
Un joueur dribble généralement pour avancer en conservant le ballon, et esquiver le plus possible les joueurs adverses agissant en défenseurs, ce qui peut notamment supposer des accélérations rapides, des changements vifs de direction ou de vitesse, et des manœuvres de feinte ou de contournement. Un dribble efficace requiert du joueur une grande agilité, un bon équilibre et un bon contrôle du ballon.

## Football

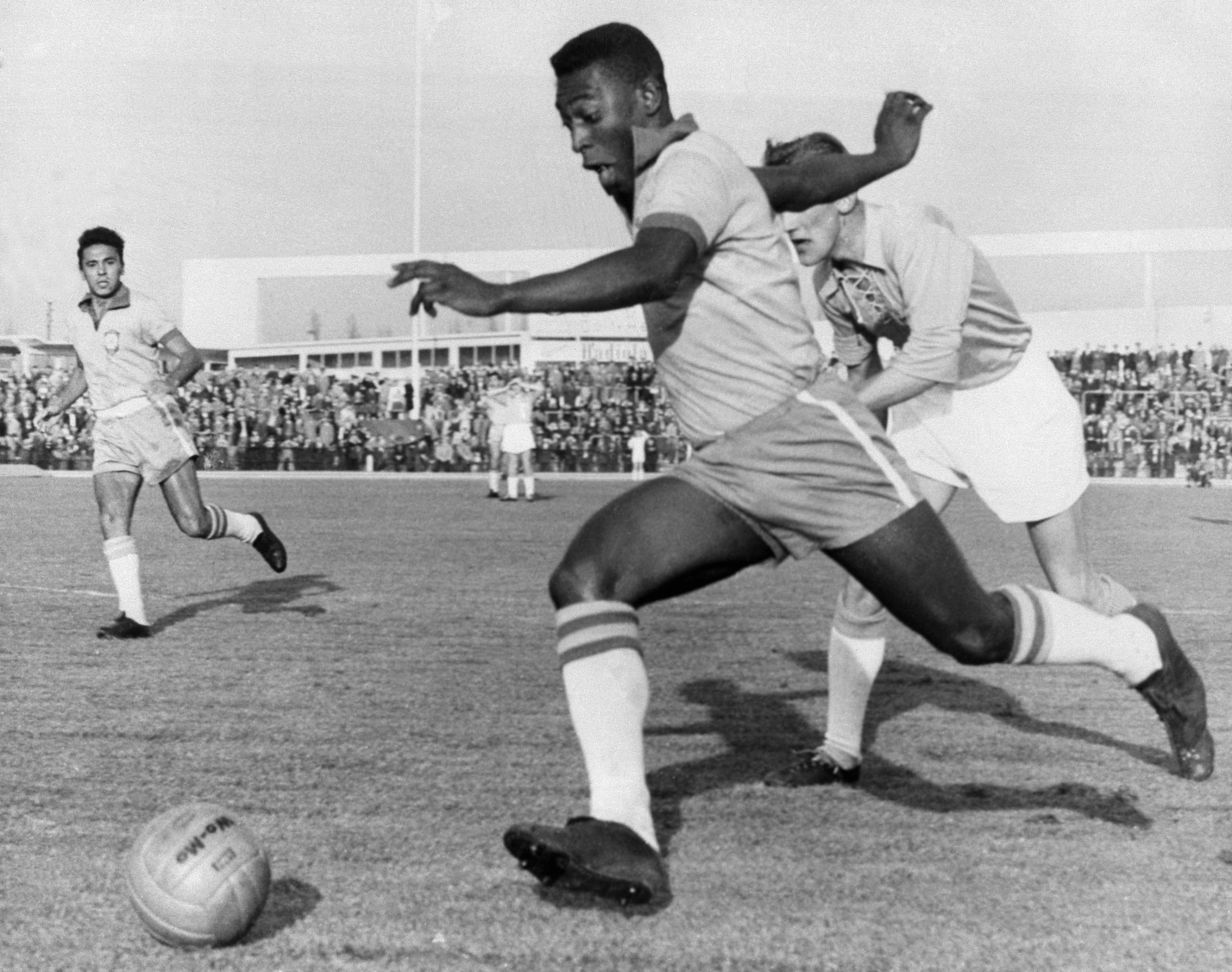
Dribble de Pelé (1960).

Les joueurs (hormis le gardien de but) se déplacent en possession du ballon en utilisant toutes les parties du corps, excepté les bras, et plus particulièrement les pieds. On dit souvent qu'« une personne qui ne sait pas faire un dribble ne peut être un bon joueur de football ».
Techniquement le dribble est réalisé par une série de « crochets » (changement de direction) les plus imprévisibles possibles, pour tromper le défenseur. Le joueur doit être capable d'utiliser l'intérieur et l'extérieur du pied, si possible d'utiliser les deux pieds, et ne pas garder en permanence les yeux sur le ballon. Les trois principles familles de dribbles sont les dribbles de débordement et aériens, les dribbles de déséquilibre et les dribbles précédés d'une feinte.
Des exemples de dribbleurs typiques sont les Brésiliens Garrincha, Pelé, Ronaldo, Ronaldinho, Neymar, ou les Argentins Diego Maradona ou Lionel Messi, ou encore le Portugais Cristiano Ronaldo et l'Égyptien Mohamed Salah. Le Belge Eden Hazard détient le record du monde de dribbles lors d'un match de Coupe du monde. 

## Basket-ball

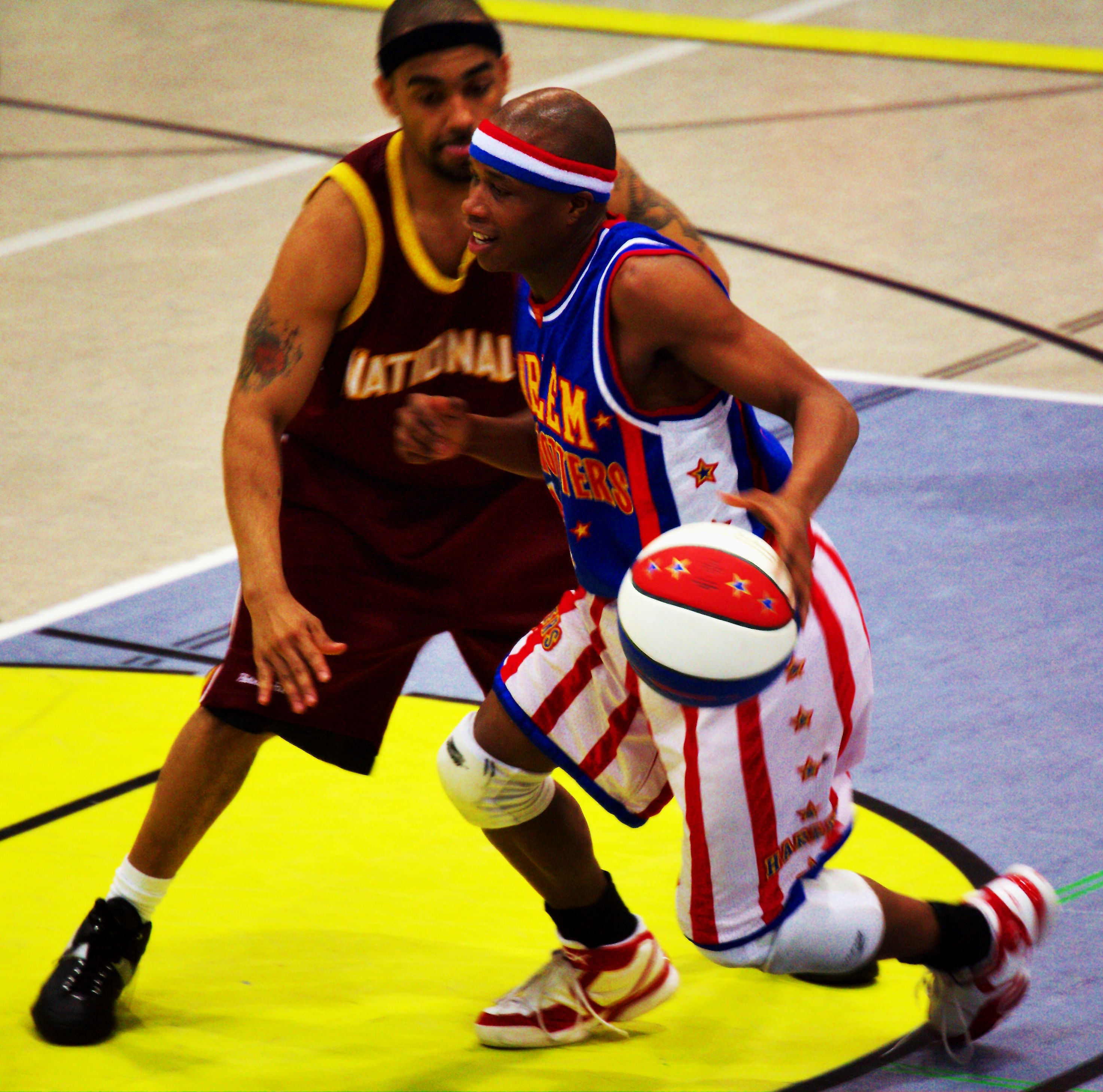
Dribble par un joueur des Globetrotters de Harlem.

Les joueurs doivent faire rebondir le ballon (ou balle) sur le terrain avec les mains, ne doivent en aucun cas la toucher avec la jambe et ne peuvent pas prendre la balle en main pour redribbler, ce qui serait sanctionné comme une « reprise de dribble ». Après le dernier dribble, deux appuis sont autorisés avant le tir ou la passe, sinon on considère qu'il y a marcher.

## Hockey
Les joueurs usent d'une crosse pour déplacer le palet.

## Handball
Les joueurs dribblent avec la main (mais peuvent aussi utiliser les parties du corps se trouvant au-dessus des genoux). Après le dernier dribble, trois appuis sont autorisés avant le tir ou la passe, sinon on considère qu'il y a marcher.